# 行政科學季刊
《行政科學季刊》（英語：Administrative Science Quarterly）是一本涵蓋組織研究領域的同行評審学术期刊。該期刊創刊於1956年，由賽吉出版公司為康奈尔大学S·C·约翰逊管理研究院出版。2007年，它被金融時報評為商業學術期刊第16名。

## 外部連結
- 官方网站